# Pietro Maria Trevisan Suarez
Pietro Maria Trevisan Suarez (Roma, 4 novembre 1690 – Rovigo, 19 giugno 1750) è stato un vescovo cattolico italiano.

## Biografia
Nacque il 4 novembre 1690, figlio del nobile romano Giovanni Suarez, marchese di Convincento, e della patrizia veneziana Soretta Trevisan. Quest'ultima era sorella di Francesco Trevisan, che sarà vescovo di Ceneda e poi di Verona.
Il 16 agosto 1716 fu ordinato sacerdote a Ceneda dallo zio Francesco Trevisan.
Il 26 giugno 1724 fu eletto vescovo di Feltre. Ricevette la consacrazione episcopale il 9 luglio a Roma per l'imposizione delle mani del cardinale Lorenzo Corsini.
Appena insediato, organizzò una visita pastorale che lo impegnò per un mese nel Feltrino e per due mesi nella Valsugana. Dalle relazioni emerge come la vita religiosa nella diocesi fosse in ottime condizioni (popolo praticante, clero ligio ai propri doveri), ma preferì in ogni caso dare vita a iniziative per la catechesi degli abitanti e la spiritualità dei preti.
Tentò di fondare un collegio retto dai Gesuiti; non riuscendovi, aprì comunque una casa con due sacerdoti dell'istituto che divennero tra i suoi più stretti collaboratori. Ampliò e promosse le attività del seminario e nel 1725 lo dotò di una propria tipografia, che fu attiva fino al 1868.
Nel 1726 consacrò vescovo Antonio Domenico Wolkenstein, signore di Castel Ivano (e quindi suo diocesano), che era stato designato alla diocesi di Trento.
Nel 1728 eseguì buona parte della visita pastorale nella diocesi di Verona organizzata dallo zio Francesco Trevisan.
Questo zelo iniziale fu presto smorzato da alcune gravi problematiche. Prima fra tutte, la pesantissima crisi economica che stava attraversando il Feltrino, complice lo scarso interesse del governo centrale, aveva investito anche la diocesi: nell'archivio vescovile sussistono vari documenti relativi a cause per debiti, intentate contro i numerosi inadempienti che usufruivano dei beni della Chiesa.
Ebbe inoltre rapporti tesi con i rappresentanti asburgici della Valsugana. Dopo un lungo braccio di ferro, dovette cedere alle loro richieste e nominò un vicario generale per i territori extra-veneziani. Non è chiaro se l'uso del doppio cognome, reso anteponendo quello materno a quello paterno, sia stato dettato da ragioni ereditarie o piuttosto politiche: iniziò a utilizzarlo con sempre maggiore frequenza dopo la sua elezione a Feltre, quasi per ribadire la presenza di un presule veneziano in una diocesi che si estendeva anche in territorio austriaco.
Trascorsi più di vent'anni dall'insediamento, preoccupato per il clima freddo che ne minava la salute, chiese di essere trasferito e il 20 novembre 1747 ottenne la sede vescovile di Adria.
Riformò gli statuti del capitolo della cattedrale di Adria e della collegiata di Rovigo.
Morì il 19 giugno 1750.

## Genealogia episcopale e successione apostolica
La genealogia episcopale è:
- Cardinale Scipione Rebiba
- Cardinale Giulio Antonio Santori
- Cardinale Girolamo Bernerio, O.P.
- Arcivescovo Galeazzo Sanvitale
- Cardinale Ludovico Ludovisi
- Cardinale Luigi Caetani
- Cardinale Ulderico Carpegna
- Cardinale Paluzzo Paluzzi Altieri degli Albertoni
- Cardinale Flavio Chigi
- Papa Clemente XII
- Vescovo Pietro Maria Trevisan Suarez

La successione apostolica è:
- Vescovo Antonio Domenico Wolkenstein (1726)